# Akkerdistel
De akkerdistel (Cirsium arvense) is de in Nederland meest voorkomende vederdistel. De soortaanduiding arvense betekent akker. De Nederlandstalige naam komt dus overeen met de botanische naam.

## Botanische beschrijving
De stengel van deze 60–120 cm hoge plant is niet of nauwelijks gevleugeld, en niet sterk vertakt. De stengel is in het bovenste deel niet gevleugeld. De plant heeft meestal meer dan vier bloemhoofdjes. De stengel groeit vanuit een wortelstok. De aan de bovenzijde donkergroene bladeren kunnen aan de onderzijde zilverig wit zijn. Aan de bovenzijde zijn ze kaal en glanzend. De lancetvormige bladeren zijn gestekeld, en of veerspletig en gekroesd, of plat en ongedeeld. De bloemhoofdjes zijn langgesteeld in schermvormige pluimen, al is het schermvormige hiervan niet altijd even goed te herkennen. De bloemhoofdjes bloeien in een lichtpaarse, soms bijna witte kleur van juni tot en met september. De plant is vaak tweehuizig, waarbij de mannelijke bloemhoofdjes iets groter zijn dan de vrouwelijke bloemhoofdjes. Het haar van het pappus is evenals bij andere vederdistels geveerd, dat wil zeggen van zijhaartjes voorzien. Hiervoor is wel een sterke loep nodig.
De omwindselbladen van het bloemhoofdje zijn afstaand maar niet teruggeslagen.

## Ecologie

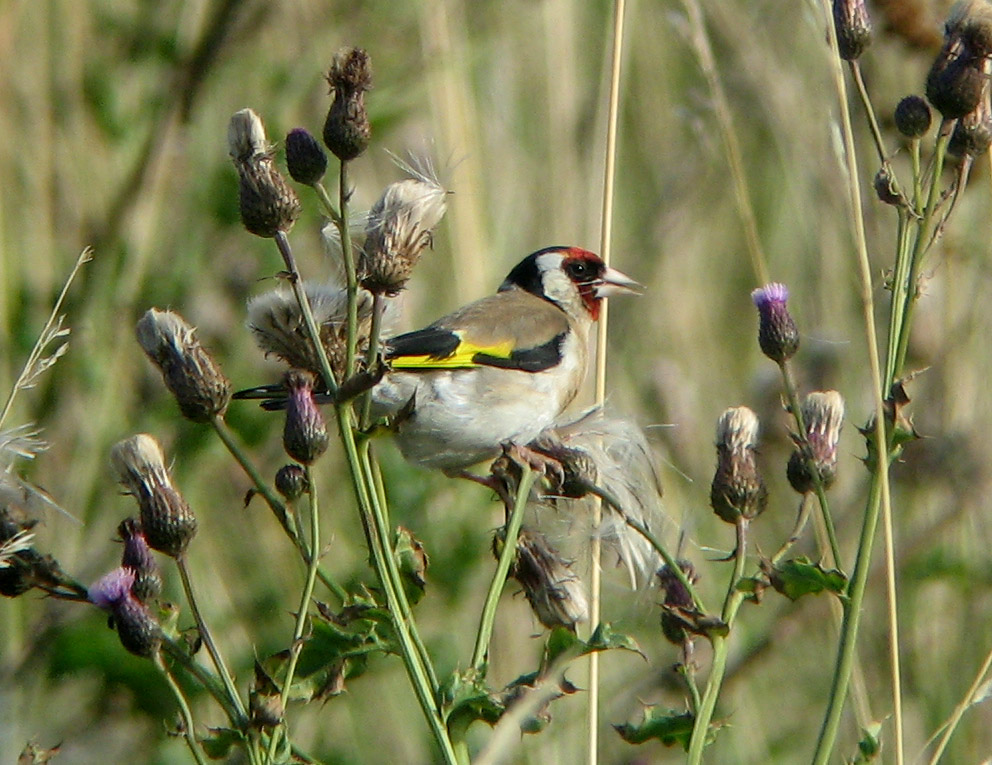
Een putter op zoek naar zaden van de akkerdistel

De akkerdistel komt voor op open, vochtige, zeer eutrofe, omgewerkte grond. De grond mag hierbij licht brak zijn. Hiernaast kan ze op droge voedselrijke bodem voorkomen. Ze behoort tot de plantengemeenschap Atriplici-Cirsietum arvensis. De akkerdistel maakt ondergrondse stengels (rizomen). 
De akkerdistel wordt vanwege de aanwezige nectar door de honingbij, de kortsprietwespbij (Nomada fucata), de gewone koekoekshommel (Psithyrus campestris) en de aardhommel (Bombus terrestris) bezocht. Hiernaast bieden lastig toegankelijke distelbegroeiingen broedplaatsen aan verschillende vogelsoorten, zoals putter, vink en veldleeuwerik.
De akkerdistel is de gastheer van de wollige distelsnuitkever (Larinus planus) en de distelaardvlo (Sphaeroderma testaceum).

## Akkerdistel als onkruid
Stukjes wortelstok kunnen weer een plant vormen, waardoor de plant een zeer lastig onkruid kan zijn. Landbouwers hebben door het uitzaaien veel last van akkerdistels in aangrenzende ruderale vegetatie, wegbermen en natuurgebieden. Ze wordt dan ook wel boerenplaag genoemd. De akkerdistel is te bestrijden door maaien vóór de bloei en door een akkerdistelvrije zone van 50 m tot akkerland of weiland aan te houden.

## Afbeeldingen

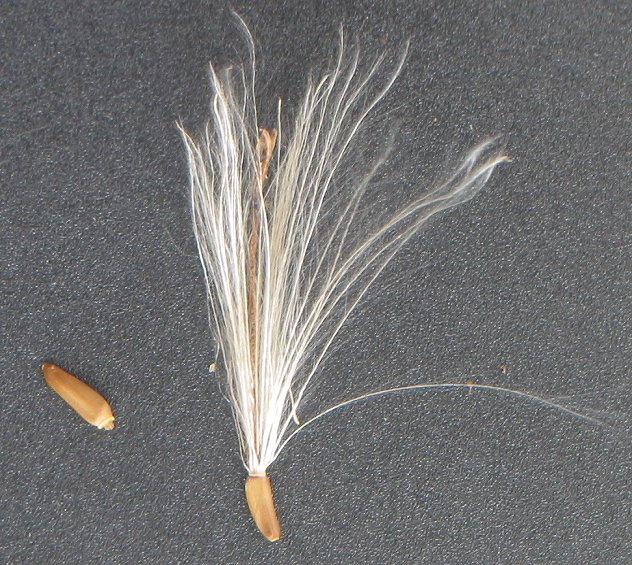
De vrucht van de akkerdistel bestaat uit een glad, bruin nootje met 2–3 cm lang haarkroontje.
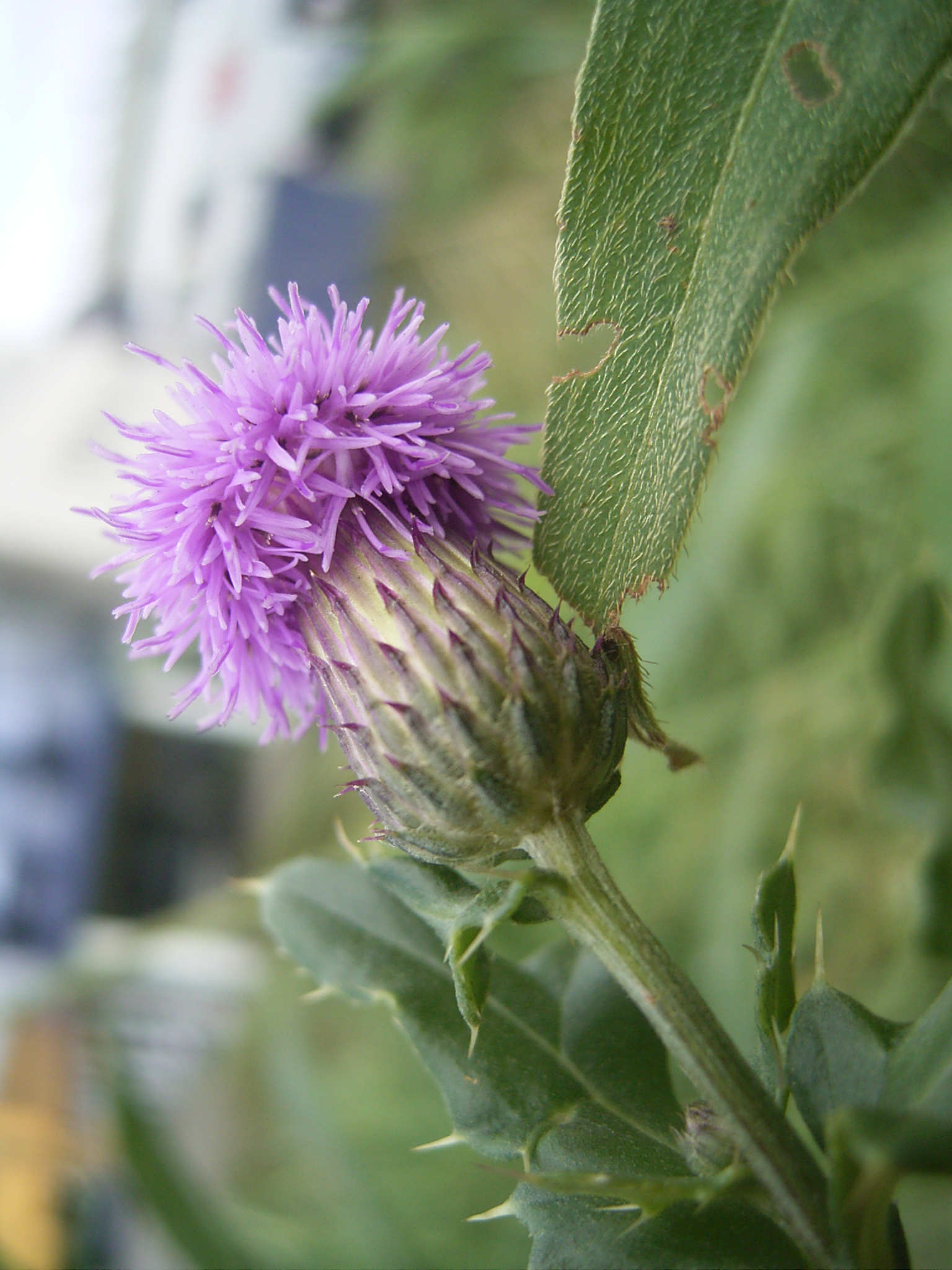
De omwindselbladen lopen uit in punten, die afstaand maar niet teruggeslagen zijn.
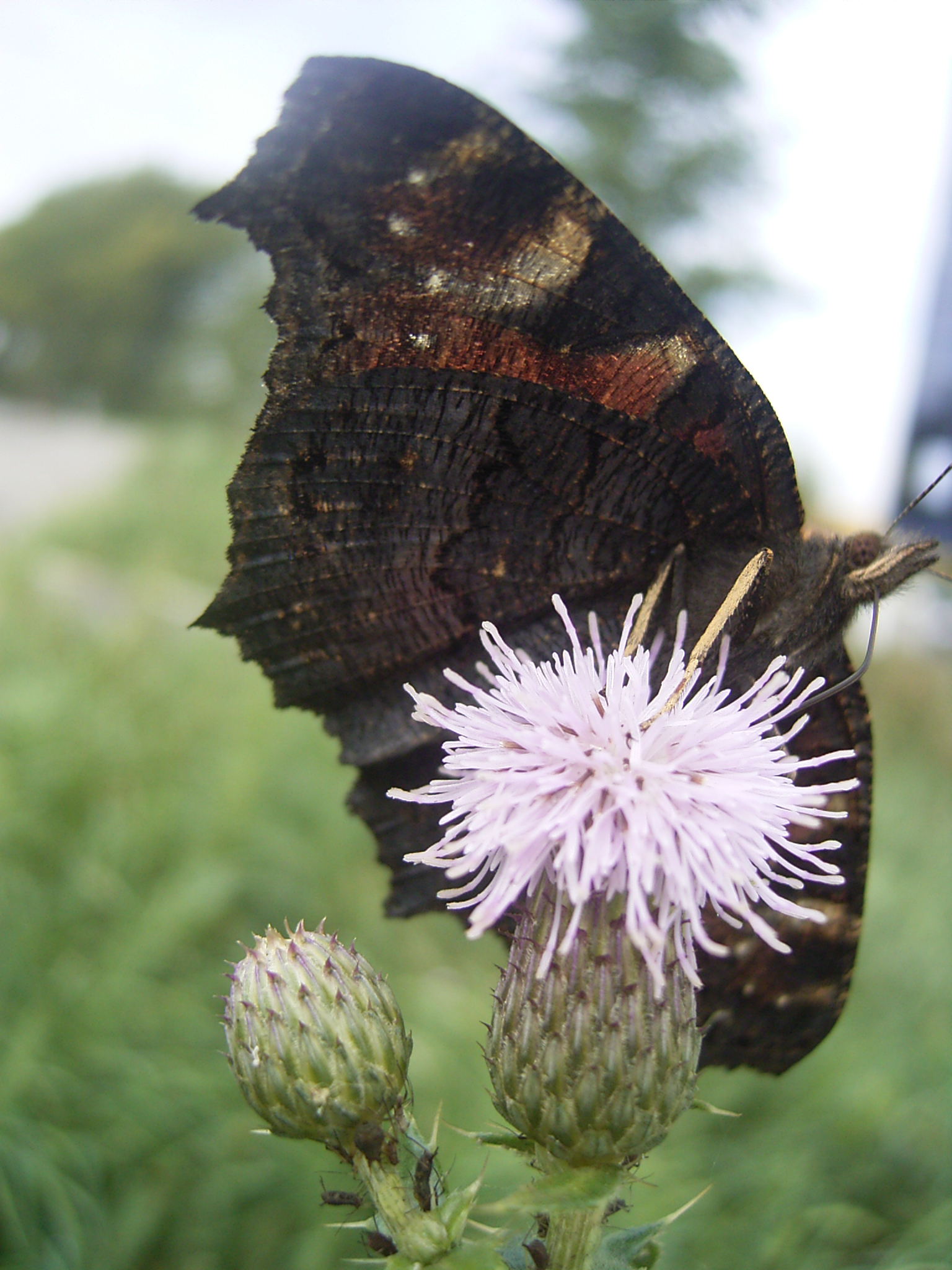
Ook vlinders als de dagpauwoog komen graag op de nectar af.
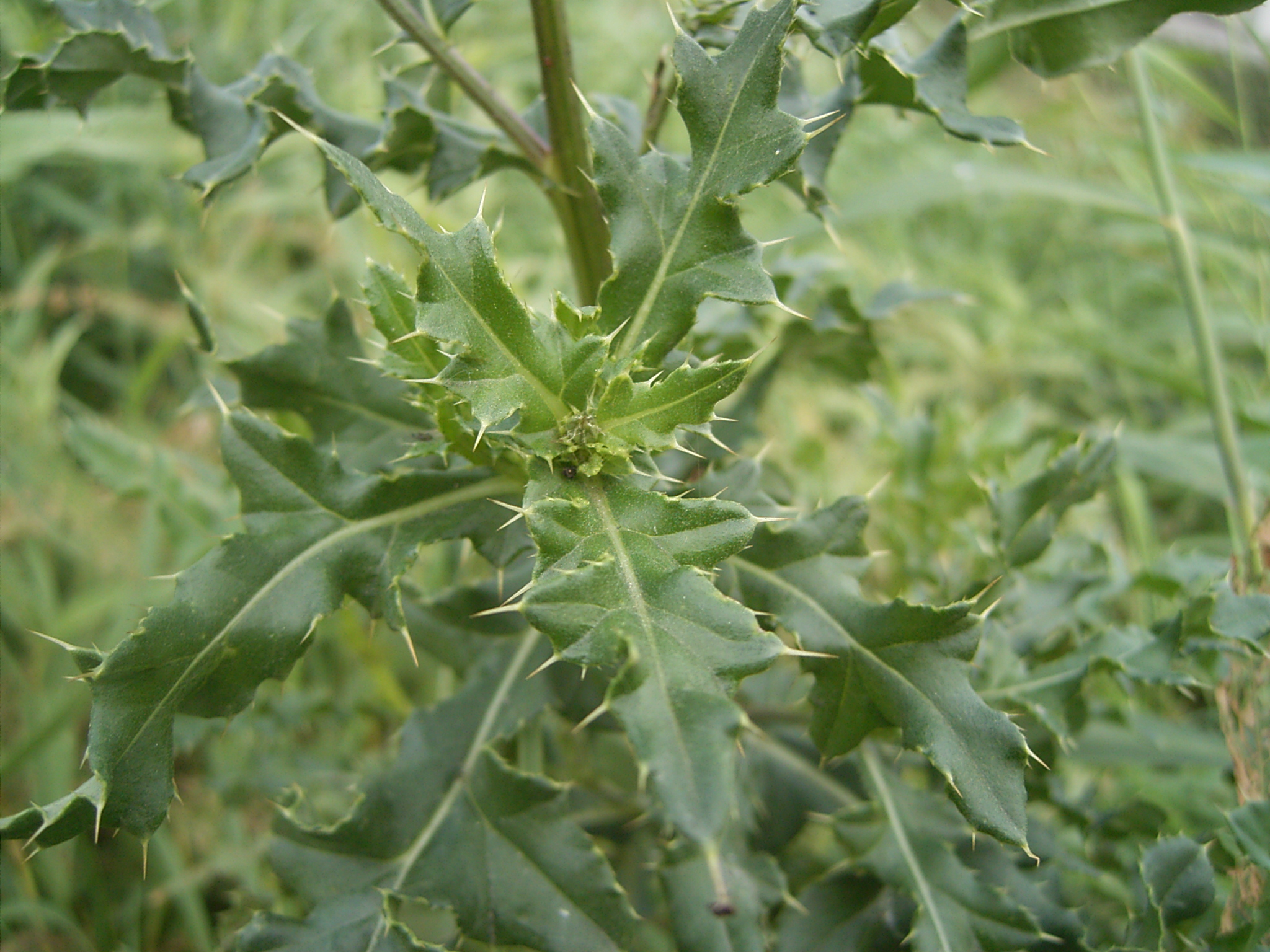
De gestekelde bladeren zijn plat en ongedeeld of veerspletig en gekroesd.